# Nabu-mukin-apli
Nabû-mukîn-apli was van ca. 977 -942 v.Chr. koning van Babylonië.
Volgens Koningslijst A iii 15 regeerde hij 36 jaar hoewel een deel van zijn naam afgebroken is. Volgens de synchronistische kroniek (Assur 14616c iii 9) was Tiglat-Pileser II zijn tijdgenoot op de Assyrische troon. De Religieuze Kroniek vermeldt een aantal voortekenen en andere gebeurtenissen van zij zevende tot zijn zesentwintigste jaar op de troon. Onder deze gebeurtenissen zijn ook Aramese invallen in Babylonië.
De kroniek vermeldt ook dat gedurende drie jaar achtereen de wagen van Bel (Marduk) niet kon uitrijden voor de viering van het akitu-festival. Geen uitleg wordt gegeven, maar later wordt gezegd dat dit gedurende nog eens twaalf jaar zo was. Tijdens dit festival reisde de god (d.w.z. het beeld waarin hij tegenwoordig werd geacht te zijn na een inwijdingsritueel) naar zijn akitu-huis buiten de stad waar alle goden (lees: hun beelden) uit andere steden hem kwamen begroeten en de koning boete deed voor al zijn zonden. Daarbij werd hij ter vernedering openbaar in het gezicht geslagen. Akitu was het belangrijkste religieuze feest van het jaar. Het kon soms vanwege slechte omens zoals het verschijnen van een wild dier midden in de stad of een beeld dat zich bewogen had, afgelast worden. Maar jaren achter elkaar duidt waarschijnlijk op ernstige problemen zoals oorlogsomstandigheden.